# Atractodes brevipennis
Atractodes brevipennis är en stekelart som beskrevs av Jussila 1979. Atractodes brevipennis ingår i släktet Atractodes och familjen brokparasitsteklar. Inga underarter finns listade.